# 에밀 베를리너

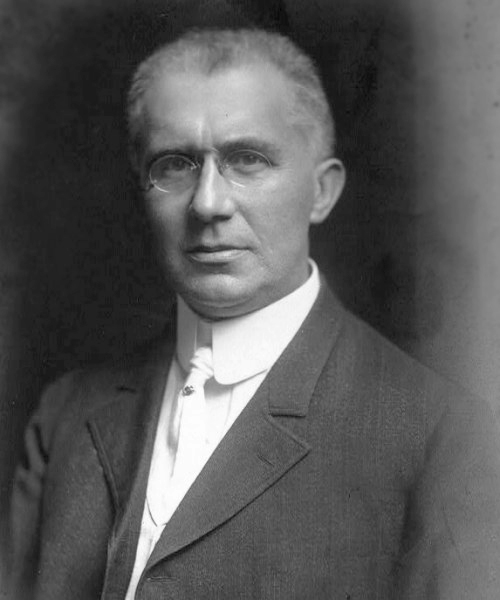

에밀 베를리너(Emile Berliner, 1851년 5월 20일 – 1929년 8월 3일, 본명: Emil Berliner)는 독일계 미국인 발명가였다. 그는 축음기와 함께 사용되는 측면 컷 플랫 디스크 레코드를 발명한 것으로 가장 잘 알려져 있다. 1894년에 미국 축음기 회사(United States Gramophone Company)를 설립했다. 1897년 영국 런던의 축음기 회사, 1898년 독일 하노버에서 도이치 그라모폰, 1899년 몬트리올에 있는 캐나다의 베를리너 그래머폰 컴퍼니(Berliner Gram-o-phone Company, 1904년에 인가됨)를 설립했다.
베를리너는 또한 최초의 방사형 항공기 엔진(1908), 헬리콥터(1919) 및 음향 타일(1920년대)을 발명한 것으로 추정된다.